# Arnoltov
Arnoltov (németül: Arnitzgrün) Březová településrésze Csehországban a Karlovy Vary-i kerület Sokolovi járásában. Központi községétől 5 km-re délnyugatra fekszik. A 2001-es népszámlálási adatok szerint 26 lakóháza és 55 lakosa van.

## Nevezetességek
- Egykori zsidótemetője a település délnyugati peremén.